# Hillary Ngetich
Hillary Cheruiyot Ngetich (ur. 15 września 1995) – kenijski lekkoatleta specjalizujący się w biegach średnich.
W 2012 został wicemistrzem świata juniorów na 1500 metrów. Dwa lata później, na tej samej imprezie, ponownie zdobył srebrny krążek biegu na 1500 metrów.
Rekord życiowy: bieg na 1500 metrów (stadion) – 3:32,97 (16 lipca 2015, Heusden-Zolder); bieg na 1500 metrów (hala) – 3:35,26 (21 lutego 2015, Birmingham). 

## Osiągnięcia
| Rok  | Impreza                     | Miejsce   | Konkurencja         | Pozycja    | Wynik   |
| ---- | --------------------------- | --------- | ------------------- | ---------- | ------- |
| 2012 | Mistrzostwa świata juniorów | Barcelona | bieg na 1500 metrów | 2. miejsce | 3:40,39 |
| 2014 | Mistrzostwa świata juniorów | Eugene    | bieg na 1500 metrów | 2. miejsce | 3:41,61 |